# 2555 Thomas
2555 Thomas (1980 OC) là một tiểu hành tinh vành đai chính được phát hiện ngày 17 tháng 7 năm 1980 bởi E. Bowell ở Flagstaff (AM).